# 実教寺 (岡山市)
実教寺（じっきょうじ）は、岡山県岡山市東区瀬戸町鍛冶屋にある日蓮宗の寺院で山号を本住山という。旧本山は京都妙覚寺、生師法縁。

## 歴史

### 中世
南北朝時代に大覚妙実が開基したと伝わる。文明16年（1484年）松田元成が挙兵し邑久郡の福岡城を攻撃した。この合戦による兵火をうけ伽藍を全焼した。長享年間（1487年－1488年）に邑久郡の豪族朝倉、馬場の両氏等が復興に尽力し寺と子院五ヶ院を再建した。

### 近世
寛永9年（1632年）火災により堂宇を焼失、妙興寺に移転し一院を構えて法灯を守った。正保元年（1644年）藩主池田光政に請い旧地の十分の一に縮小して再興を許された。宝永6年（1709年）民家からの火災が類焼し再び焼失した。了学院日憲（25世）の代に復興にされ旧観を復したという。文化7年（1810年）願主を磐梨郡坂根村の大庄屋左近休兵衛（費用のうち36貫目を寄付したという。）がつとめ本堂を建立した。

### 近代
明治4年（1871年）5月17日に吉井川の堤防が決潰し鎮守堂、開山堂、大門、庫裏、土蔵等を流失したという。明治12年（1879年）伽藍擁護上の対立から2派に分裂した。この時什器田畑等が売却され住職も逃亡して明治17年（1884年）から明治23年（1890年）まで無住となった。明治37年（1904年）真鏡院日大（実教寺47世）の代に邑久福岡村から現在地に移転し復興し分裂も解消された。

## 境内
- 本堂　文化7年（1810年）再建。明治37年（1904年）に邑久福岡村より移されたもの。
- 方柱碑（嘉永2年（1849年）建立）　開祖大覚大僧正と陰刻された碑で礎石は大覚妙実の腰掛け石と呼ばれる。大覚妙実がかつて邑久郡福岡村へ巡錫の際にこの石に腰掛けて布教したと伝わる。明治37年（1904年）に邑久福岡村より移されたもの。

## 歴代
- 大覚妙実
- 真鏡院日大

## その他
- 旧記の聞書　佐伯本久寺に保存されている真鏡院日大（実教寺47世のちに本久寺住職となった。）による実教寺の記録を含む資料。実教寺の歴史を伺うことができる。
- 池田家文庫留帳　承応3年（1654年）12月13日付に褒美のため給米5石が下賜されたと記録に残る。